# M1879 Reichsrevolver
M1879 Reichsrevolver nebo také Reichs-Commissions-Revolver Modell 1879 a 1883, byly služební revovery Německé armády používané od roku 1879 do roku 1908 kdy byly nahrazeny novou samonabíjecí pistolí P-08 Luger. Verze se liší pouze délkou hlavně (M1883 měl 12,5cm hlaveň). I přes stáří konstrukce byl robustní a používal se i za 1. světové války. M1879 je uváděn jako kavalerijní verze a M1883 jako důstojnická verze. Revolvery se standardně nedostávaly k normálním vojákům, byly využívány kavalerií a důstojníky, nicméně za vlastnictví revolveru normálními vojáky se netrestalo.

## Design
Oba modely byly v režimu single-action, s pevným rámem, bez vyhazovače nábojnic. Ráže byla 10.6×25 mm, se středně dlouhou nábojnicí srovnatelnou s ráží .44 Russian ve velikosti i energii. Nabíjení se provádělo z pravé strany revolveru a válec byl vyklopen při natažení do střední polohy. Vyhazování prázdných nábojnic bylo prováděno za pomoci vodící osičky rukou. Ale ve skutečnosti se spíše používala malá tyčka skladovaná v kapse na munici, se kterou se nábojnice vyrážely zepředu.